# Neumarkt (Winterthur)
Der Neumarkt (Zürichdeutsch: Noimëërt) ist eine etwa 150 Meter lange Strasse und ein Platz in Winterthur im Schweizer Kanton Zürich. Er ist Teil der Winterthurer Altstadt und der dortigen Fussgängerzone. Am Neumarkt stehen mit dem Haus «Zum Königshof» (Nr. 4) und dem «Pfrundhaus» (Nr. 8), das heute zum Alterszentrum Neumarkt gehört, zwei Kulturgüter von regionaler Bedeutung.

## Verlauf
Der Neumarkt wird im Süden von der Technikumstrasse her betreten. Nach ca. 30 Metern weitet sich die Strasse zu einem bis zu 35 Meter breiten Platz (inoffiziell «Neumarktplatz»), ehe sie sich nach ca. 70 Metern wieder verengt. An der Ostseite zweigt zwischen Königshof und Alterszentrum die untere Steinberggasse ab. Im Nordwesten des Platzes zweigen die Strehlgasse und das Bosshardengässchen ab.
Im Norden mündet der Neumarkt in die als «Schluuch» bekannte West-Ost-Hauptachse der Altstadt, die hier vom Untertor zur Marktgasse wechselt. Ab hier wird der Neumarkt nach Norden hin von der Kasinostrasse fortgesetzt, mit der er als Nord-Süd-Transversale eine räumliche Einheit bildet. Die Kasinostrasse mündet nach ca. 60 Metern in die Stadthausstrasse.

## Geschichte
An der Stelle des heutigen Neumarkts befand sich seit dem 13. Jahrhundert ein Wallgraben, welcher der Stadtmauer vorgelagert war. Nachdem in der Schlacht bei St. Georgen 1292 das Heer der Reichsstadt Zürich erfolgreich vertrieben werden konnte, erweiterte man die Stadt Winterthur und schloss auch die untere Vorstadt im Westen in die Befestigung mit ein. Der Graben hatte so seinen ursprünglichen Zweck verloren, wurde aber erst 1601 vollständig aufgeschüttet. Damit erhielt Winterthur «endlich seinen ersten eigentlichen Platz». Während Märkte zuvor ausschliesslich auf den beiden breiteren Längsstrassen, der Marktgasse (ehemals «Vordergasse») und der Steinberggasse (ehemals «Hintergasse»), abgehalten werden konnten, hatte man nun auch Raum für einen Viehmarkt in der Altstadt, der für mehr als 200 Jahre auf dem neuen, «Rindermarkt» benannten Platz stattfand. Nach der Schleifung der Stadtmauern 1835 wurde der Viehmarkt auf das Gebiet des heutigen Technikums und der Hauptmarkt von der Marktgasse auf den «Rindermarkt» verlegt. Dieser erhielt infolgedessen 1864 seinen heutigen Namen «Neumarkt».
Der Neumarkt war bis ins 19. Jahrhundert hinein vergleichsweise schlecht erschlossen. Im Süden versperrten die Stadtmauer, ferner die Scheune und die Stallungen des «Oberen Spitals», im Norden das alte Westtor der Stadt, der «Untere Bogen», den Zugang. Die Stadtmauer wurde 1835 geschleift, der «Bogen» 1871 abgetragen, Scheune und Stallungen wurden 1879 abgebrochen.
Bei Grabungen wurden 1900 gotische grünglasierte Kacheln gefunden, die 1601 zur Aufschüttung verwendet worden waren.
Bis zur Annahme der Volksinitiative für eine autofreie Altstadt 1973 war der Neumarkt eine vielbefahrene Strasse. In seiner Mitte befand sich ein Autoparkplatz.
Seit 2001 findet der Weihnachtsmarkt auf dem Neumarkt statt.
Auf das neue Jahrtausend hin wurde der Platz umgestaltet. Er wurde dabei vollständig ausgeebnet und mit Natursteinen und Granitplatten gepflastert. 2003 wurde der neugestaltete Platz freigegeben.
Am 12. März 2012 wurde das Haus am Neumarkt 5 durch einen Brand vollständig zerstört. Auch die Häuser Nr. 7 und 9 erlitten beträchtliche Schäden, eine Ausweitung des Feuers auf die weitere Altstadt konnte aber verhindert werden. Die Bewohner und Bewohnerinnen, darunter die Slam-Poetin Lara Stoll, konnten sich alle retten. Die Brandursache bleibt ungeklärt. Bereits im Oktober 2014 wurde der um ein Geschoss erhöhte Neubau eröffnet. Im Parterre befindet sich seither die Bar «Ocean Five», die das ehemalige Restaurant «City Saloon» ersetzt.

## Ehemalige Bauten

### «Simsonbrunnen»
Um das viele Vieh zu tränken, wurde 1625 ein erster Laufbrunnen aus Holz «neben dem Wagenschopf des Spitals» errichtet, der 1664 verschoben und in Stein gefasst wurde. Dieser barocke Neubau besass einen achteckigen Trog. Auf einer kannelierten, geschwellten Säule stand eine in Bern hergestellte Figur, die den alttestamentarischen Helden Simson darstellte und vielleicht Ähnlichkeiten mit derjenigen des Berner Simsonbrunnens hatte. 1841 wurde der Brunnen in die Mitte des Neumarkts verschoben und die verwitterte Figur durch einen schlichten Kugelaufsatz ersetzt. Sein Wasser bezog der «Simsonbrunnen» wie der benachbarte Spitalbrunnen im Spitalhof, der «Kreuzbrunnen» auf der Marktgasse und der «Wilde-Mann-Brunnen» am Untertor aus dem Nordwesten der Stadt (Rote Trotte, Eichholtern). Nach der Einrichtung einer modernen Wasserversorgung wurde der Brunnen 1872 entfernt. Anders als der «Justitia-» und der «Fortunabrunnen», die lediglich versetzt und Ende des 20. Jahrhunderts wieder in die Altstadt zurückgebracht wurden, ist der «Simsonbrunnen» wohl unwiederbringlich zerstört worden.

### Bezirksgefängnis
1852–1854 wurde an der Ostseite des Platzes, südlich an das Pfrundhaus anschliessend, das klassizistische Bezirksgefängnis («Bezirksgebäude») nach Plänen des Zürcher Architekten Johann Caspar Wolff errichtet. Unter dem Bezirksrichter Kaspar Benz hatte es als «Café Benz» einen zweifelhaften Ruf. Als etwa der flüchtige Bauer Jakob Bölsterli 1883 von den Winterthurer Behörden aufgerufen wurde, sich für sein Gerichtsverfahren nach Winterthur zu begeben, antwortete er sarkastisch, er werde doch nicht so dumm sein, in diesem «Klein-Babylon» zu erscheinen und «sich von dem Landjäger […] und seinen Söldnern in Empfang nehmen, ins Café Benz […] stecken, seine […] Gefängnißstrafe von 14 Tagen […] bei Wasser und Schwarzbrod im ‹Schatten kühler Denkungsart› absitzen – und sich verrebeln [= zugrunde richten] zu lassen». 1922–1923 wurde das Gefängnisgebäude aufgestockt. Im Frühling 1965 wurde es abgebrochen, um einem Erweiterungsbau des Altersheims Platz zu machen – dem Vorgänger des heutigen, 2000 errichteten Betonbaus.

### «Café Orsi»
Im Nordwesten des Platzes war bis 1926 das «Café Orsi» untergebracht, das ein beliebter Treffpunkt der 1916 gegründeten Künstlergruppe Winterthur war. Deren Mitglieder Jean Affeltranger (1874–1955), Hans Schoellhorn (1892–1982), Werner Meyer (1895–1981), Fritz Bernhard (1895–1966) und andere bemalten die Wände. Als das Café dem neuen Kino weichen musste, wurde dieses Kunstwerk ausgebaut und in ein Privathaus am Bodensee übertragen.

## Heutige Gebäude

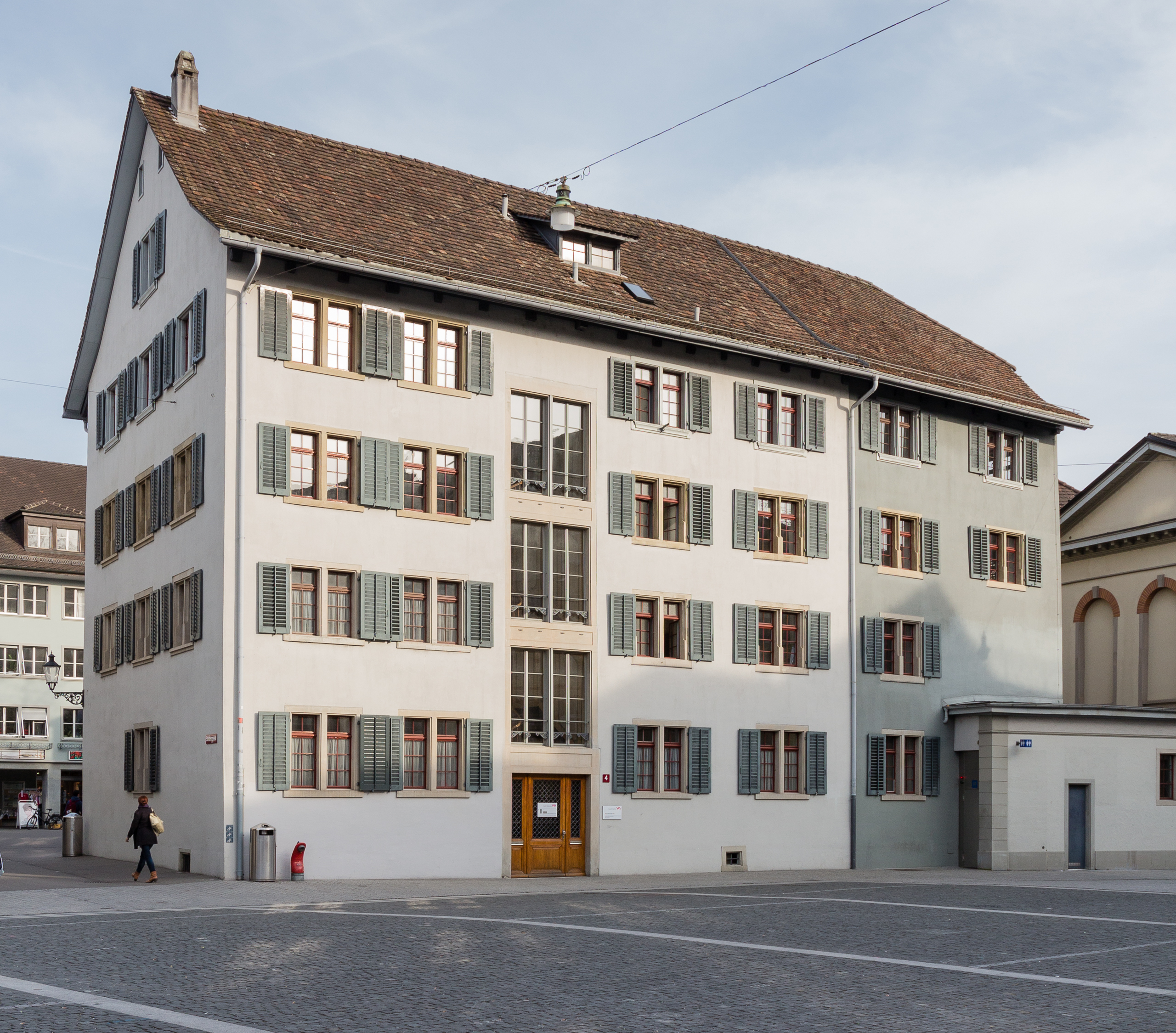
Der Königshof (2014)

### Haus «Zum Königshof»
An der Stelle des heutigen Königshofs befand sich ursprünglich die Keimzelle der Stadt Winterthur, die Stadtburg der Grafen von Kyburg, die mit dem «Königstürli» über einen eigenen Eingang in der alten Stadtmauer verfügte. Der Königshof wird denn auch zuerst als «ein hus bi des Küniges türlin» erwähnt.
Das heutige Gebäude wurde im 16. Jahrhundert, zunächst mit 3 Geschossen, errichtet und wechselte seinen Besitzer mehrmals. Seit 1694 gehörte es der Familie Geilinger, unter der ein neues Fachwerkgeschoss und eine Scheune errichtet wurde. 1787 wurde das Haus von dem Fabrikanten Jakob Goldschmid gekauft, in dessen Familie es bis ins 20. Jahrhundert verblieb. Während der Revolutionsjahre musste der «Königshof» seines royalistischen Namens wegen in «Blumenhof» umgetauft werden. 1860 wurde er zu einem Mehrfamilienhaus umgebaut und zuletzt von einer «reichen Pfarrfamilie» bewohnt.
Am 9. September 1907 beschloss der Stadtrat, den Königshof zu kaufen, um «der Raumnot der städtischen und Bezirksbeamtungen abzuhelfen». Vorerst sollte das Gros der Räume als Ladenflächen, Lagerräume und Wohnungen vermietet werden. Für die Zukunft erwog man auch einen Abriss, um einer etwaigen Erweiterung des Bezirksgefängnisses Platz zu machen oder die Stelle für eine Begradigung der unteren Steinberggasse freizulassen.

1975 wurde beschlossen, den Königshof umfassend zu renovieren und in eine Begegnungsstätte für ältere Menschen zu verwandeln. Das umgebaute Haus wurde am 22. Oktober 1976 eröffnet. Die gelungene Renovation wurde mit dem Emch-Preis gewürdigt. Bis in die 2010er Jahre waren hier auch Teile der Stadtverwaltung untergebracht.

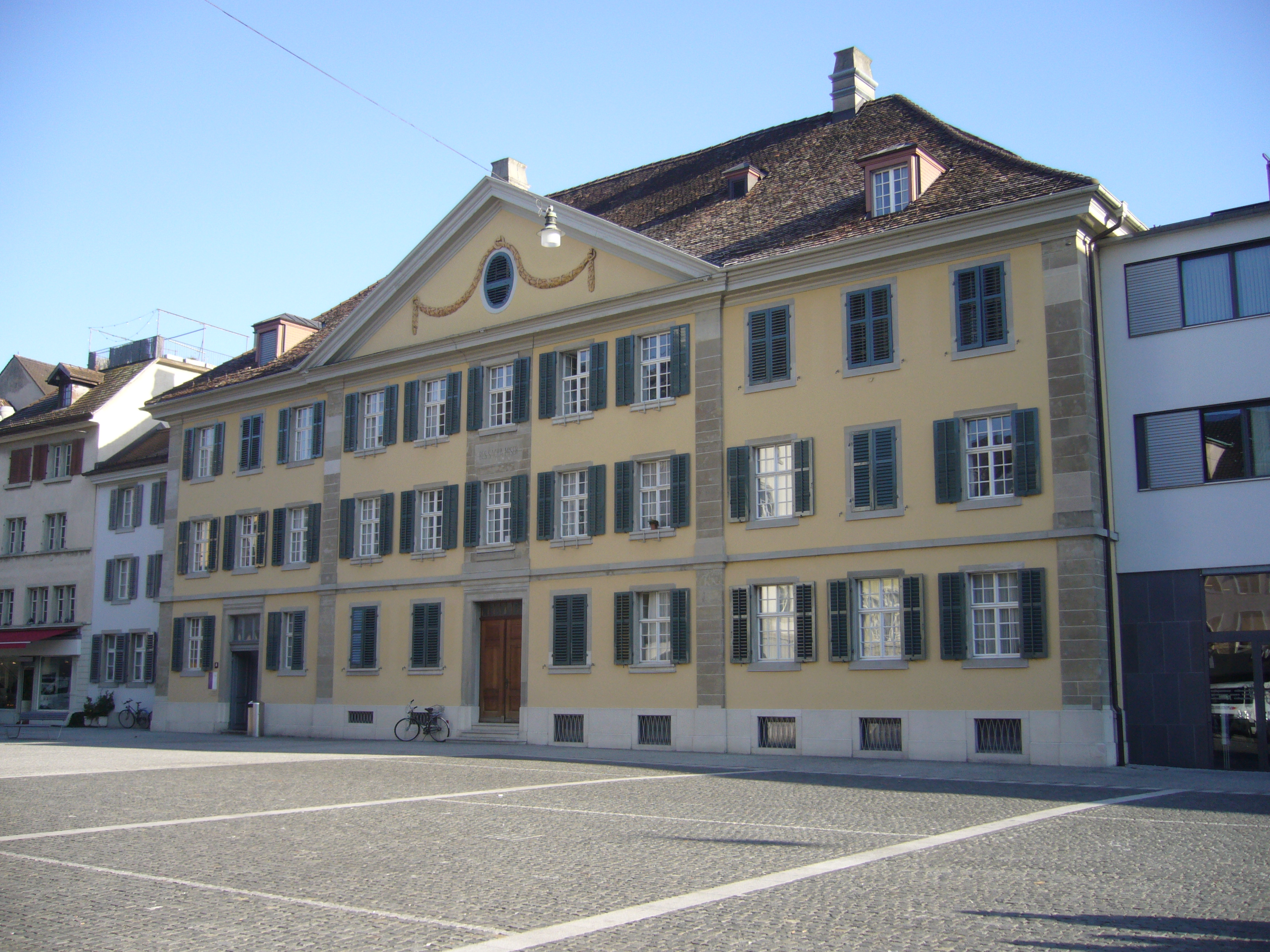
Das «Pfrundhaus» (2012)

### Pfrundhaus
An der Ostseite des heutigen Neumarkts – damals am Stadtrand direkt an der Stadtmauer gelegen – befand sich schon im 13. Jahrhundert ein Spital, das auch als Armen- und Waisenhaus genutzt wurde. 1317 stiftete Agnes von Ungarn diesem Spital eine Kaplanei und einen Altar. Als «Unteres Spital» stand es in Konkurrenz zum «Oberen Spital», das den wohlhabenden Bürgern und Bürgerinnen vorbehalten war und seit 1528 im heutigen Alten Stadthaus an der Marktgasse 27 und den Nebengebäuden in Richtung Neumarkt untergebracht war.
1790 wurde das «Obere Spital» mit beträchtlichem Aufwand neu gebaut. Zur Zeit der Mediation, als die Schweiz de facto ein Vasallenstaat des Französischen Kaiserreichs war, wurde beschlossen, das «Untere Spital» ebenfalls neu zu errichten. Die Baupläne für das ambitionierte Projekt stammten hauptsächlich vom städtischen Holzwerkmeister Salomon Sulzer (1760–1837), dem jüngsten Bruder von Johann Jakob Sulzer (1782–1853), der 1834 «Gebrüder Sulzer» gründete. Salomon Sulzer wurde auch der erste Spitaldirektor. Wegen der infolge der Koalitionskriege unsteten weltpolitischen Lage und der Inflation verzögerte sich die Erstellung mehrmals. 1814 wurde das neue Spital schliesslich als «Bürgerliche Pfrund-, Armen- und Krankenanstalt» eröffnet. Darin wurden auch die Kranken des gleichzeitig aufgehobenen «Siechenhaus St. Georgen» übernommen. Für die Waisenkinder wurde eine eigene Abteilung im rechten Flügel des Haupthauses geschaffen, sodass sie von den Erwachsenen grundsätzlich getrennt waren. Ebenfalls eine eigene Abteilung erhielten die «Geisteskranken» und die «Korrektionellen».
1876 verlegte man das Spitalwesen ins neuerbaute «Einwohnerspital» im Äusseren Lind, den Vorgänger des heutigen Kantonsspitals. Das «Pfrundhaus» diente fortan nur noch als Altenheim und Armenhaus. 1931/1932 wurde es umfassend renoviert.
Das «Pfrundhaus» am Neumarkt 8 ist das Hauptgebäude eines grösseren Spitalkomplexes mit zwei Flügeln von ungleicher Länge, die an der Spitalgasse den nach Osten hin offenen Spitalhof mit seinem 1812 gebauten Brunnen bilden. Es ist ein Höhepunkt des Winterthurer Klassizismus in seiner Spielart des «Empire». Der Barock ist beinahe vollständig überwunden, nur die Risaliten und die Festons im Frontspitz erinnern noch daran. Die Fassade mit ihren drei Geschossen und 12 Fensterachsen ist monumental. Die fünf mittleren Fensterachsen werden durch Lisenen als Mittelrisalit hervorgehoben und von einem Dreieckgiebel bekrönt. Die besonders betonte innerste Achse enthält das Hauptportal mit Freitreppe, darüber steht in Latein: RES SACRA MISER («Eine heilige Sache [ist] der Kranke/Arme»). Es handelt sich um ein Zitat aus einem fälschlicherweise Seneca zugeschriebenen Epigramm.

### Kino
Am 23. Februar 1927 wurde am Neumarkt 11, der Stelle des früheren «Café Orsini», das «Lichtspielhaus Neumarkt» mit einer Vorführung des französischen Stummfilms «Carmen» eingeweiht. Es handelte sich nach dem nur 3 Monate zuvor eröffneten «Lichtspielhaus Talgarten» am Bahnhofplatz (2007 abgerissen) um das zweite Kino der Stadt. Architekt war der Winterthurer Lebrecht Völki, der 900 Plätze fassende Kinoraum wurde von Hans Schoellhorn bemalt. In den 1950er Jahren wurde am Neumarkt 13 das Kino «City» angebaut. 1984/1885 wurden die beiden Kinos «Neumarkt» und «City» zum neuerrichteten modernen Kinokomplex «Kiwi» vereint. Beim Namen handelt es sich um ein Silbenwort zu «Kino Winterthur» und eine Anspielung an den neuseeländischen Laufvogel Kiwi, der auch in das Logo integriert ist. Geplant war «das grösste Kino- und Unterhaltungszenter der Schweiz», das neben fünf Kinosälen auch eine Cafeteria, eine Diskothek, eine Spielhalle und ein Einkaufszentrum mit Büros und Geschäftsräumen umfassen sollte. Die Eröffnung verzögerte sich, nachdem beim Montieren der Bestuhlung ins Heizungsleitungssystem gebohrt worden war und der betroffene Saal überschwemmt wurde.

### Weitere Gebäude
An der nordwestlichen Ecke des Platzes, bereits zum Bosshardengässchen gehörig, steht das traditionsreiche Restaurant «Trübli». Ein «Wirtshaus zur Traube» beim Untertor wird 1785 zum ersten Mal erwähnt.
An der Ecke Neumarkt/Untertor steht das Haus «Zum Citronenbaum». Aufgrund seiner gotisch-profilierten Fenster und der ungewöhnlich dicken Mauern gilt es als sehr alt. 1873 ist als Eigentümer ein «U. Peter, Weinschenk aus Attikon» nachgewiesen. 1883 wurde die Fassade umgestaltet. Heute ist hier unter anderem eine Arztpraxis untergebracht.